# Orangeroter Ritterling
Der Orangerote Ritterling (Tricholoma aurantium) ist eine Pilzart aus der Familie der Ritterlingsverwandten (Tricholomataceae). Innerhalb der Gattung der Ritterlinge gehört sie der Sektion Tricholoma sect. Genuina an. Sie ist in Mitteleuropa meist selten anzutreffen und besitzt einen Verbreitungsschwerpunkt in Skandinavien sowie in den Kalkregionen der Gebirge.

## Merkmale

### Makroskopische Merkmale
Der Hut erreicht 9–12 cm im Durchmesser. Er ist erst halbkugelig bis etwas glockenförmig mit stark eingerolltem Hutrand, später flacher konvex bis breit gebuckelt. Der Hutrand bleibt lange eingerollt. Die Hutfarben sind leuchtend ocker, gelborange bis aprikosenrot, in Richtung Hutrand könne auch grünliche Töne erkennbar sein. Die Oberfläche ist feinschuppig oder fast glatt und feucht schleimig. Bei Berührung färbt der Hut ab.
Die Lamellen sind weiß bis cremefarbig. Sie sind im Alter häufig braun gefleckt, vor allem an den Lamellenschneide. Die Lamellen stehen oft gedrängt und sind buchtig angeheftet.
Der Stiel ist zylindrisch, kann im unteren Bereich auch etwas verdickt sein und misst 6–12(–17) × 1,2-2(–4) cm. Die Stieloberfläche ist bis auf die abrupt weiß abgesetzte Stielspitze wie der Hut gefärbt und reißt beim Strecken des Stiels in typische Bänder genattert auf. Zudem sondert die Stieloberfläche zahlreiche gelbe Guttationstropfen ab.
Das Fleisch ist weiß bis bräunlich getönt. Es riecht stark nach Mehl oder Dextrin und schmeckt bitter.
Das Sporenpulver ist weiß.

### Mikroskopische Merkmale
Die Sporen messen 4,4–6,8 × 2,8–4,6 µm. Sie sind breit ellipsoid bis ellipsoid und besitzen eine glatte Oberfläche, der Länge-Breite-Quotient der Sporen beträgt 1,1–1,8. Zystiden und Schnallen fehlen. Die Hutdeckschicht ist ein Ixotrichoderm aus 2,0–5,0 µm breiten Hyphen, deren Zellen 20–50 µm lang sind. Eine differenzierte Subpellis fehlt.

## Artabgrenzung
Der Orangerote Ritterling ist durch die lebhafte Färbung, den ausgewachsen deutlich genatterten Stiel und die gelben Guttationstropfen leicht kenntlich. Tricholoma ustaloides var. aurantioides kann jedoch recht ähnlich sehen. Es handelt sich um eine auffallend orangebraune Ausprägung des Bitteren Eichenritterlings (Tricholoma ustaloides), deren taxonomischer Rang bislang noch nicht molekulargenetisch geklärt ist. Abgesehen von der Färbung unterscheidet sich diese Ausprägung nicht vom typischen Bitteren Eichenritterling, sodass anhand des nicht genatterten Stiels und der nur spärlich ausgeschiedenen, farblosen Guttationstropfen eine Verwechslung mit dem Orangeroten Ritterling ausgeschlossen werden kann. Ein wenig ähnlich kann oberflächlich betrachtet auch der Halsband-Ritterling (Tricholoma focale) sein, der jedoch durch einen abstehenden, aufsteigenden Stielring leicht zu unterscheiden ist. Außerdem sind seine Hutfarben etwas dunkler und gehen mehr ins Bräunliche oder Ziegelrote.

## Ökologie
Der Orangerote Ritterling ist in Haargersten- und Orchideen-Rotbuchenwäldern sowie in Tannen-Buchenwäldern mit eingestreuten Fichten oder Kiefern zu finden. Außerdem ist er in Fichten- und Waldkiefernforsten, Waldrändern und -lichtungen sowie Wacholderheiden anzutreffen.
Der Pilz bevorzugt mäßig frische bis frischfeuchte, flach bis mittelgründige, neutrale bis alkalische Böden, die gesättigt an Basen sind. Diese befinden sich in der Regel über Kalk oder stark kalkhaltigem Grund.
Die Fruchtkörper erscheinen meist in kleinen Trupps, gelegentlich auch in Hexenringen zwischen Ende Juli bis Anfang November, bei entsprechender Witterung auch später. Der Pilz bildet Ektomykorrhizen mit Laub- und Nadelbäumen, vor allem mit Buchen (Fagus), Eichen (Quercus), Fichten (Picea) und Kiefern (Pinus).

## Verbreitung
Der Orangerote Ritterling ist in der Holarktis meridional bis boreal verbreitet. So ist er in Nordamerika (Kanada, USA), Europa, Nordafrika, und Nordasien (Kaukasus, Mittelasien) zu finden. In Europa ist die Art im nordisch-montanen Areal anzutreffen. So besitzt sie einen Verbreitungsschwerpunkt in Skandinavien und ist in den Tiefländern südlich von Nord- und Ostsee deutlich lückiger vorhanden. In Mittel- und Südeuropa zeigt sich eine zunehmend montane Tendenz. Das Gebiet reicht von Großbritannien, den Niederlanden, wo der Pilz selten ist, und Frankreich (Alpenregion) bis ostwärts nach Estland, Belarus und Ungarn sowie in den Süden bis zu den Balearen, Italien Sizilien, Griechenland und Rumänien und nordwärts bis zu den Hebriden.
In Deutschland zeigt sich ein recht ungleichmäßiges Verbreitungsbild. In Süddeutschland ist sie mäßig verbreitet, wobei sich in den Kalkalpen, dem Juragebirge, der Baar und dem Ostschwarzwald deutliche Verdichtungen finden lassen. Nördlich davon ist die Art bis zur Mittelgebirgsschwelle selten und im norddeutschen Flach- und Hügelland nur sporadisch anzutreffen. In den Bundesländern Schleswig-Holstein, Mecklenburg-Vorpommern und großen Teilen Niedersachsens wurde sie bisher nicht nachgewiesen.
Die Bestände des Orangeroten Ritterlings sind seit 1970 in einem starken Rückgang begriffen. Trotz der deutlichen Reduzierung der SOx-Ausstöße haben sie sich nicht erholt. Diese Tatsache wird auf die ansteigende Belastung der Oberböden mit Stickstoffverbindungen aus Landwirtschaft und Verkehr zurückgeführt. Die Art steht auf den Roten Listen mehrerer Bundesländer und europäischer Staaten.

## Inhaltsstoffe
Der Orangerote Ritterling hat seine Farbe unter anderem dem Pigment Aurantricholon zu verdanken, welches ein Benztropolonderivat ist und als Substruktur Pulvinonstrukturen aufweist. Neben Aurantricholon wurden die Aurantricholide A und B isoliert, welche E-Pulvinone sind. Aurantricholide A und B zeigen starke Fluoreszenz. Pulvinone mit E-konfigurierter exocyclischer Doppelbindung sind äußerst selten und sonst nur noch in Pulveroboletus ravenelii gefunden worden. Bei Pulvinonen handelt es sich um Tetronsäurederivate. Aurantricholon liegt in vivo mindestens partiell als Calciumsalz vor.

## Speisewert
Wegen des zusammenziehenden, bitteren Geschmacks ist der Orangerote Ritterling ungenießbar.